# Transformação de Schwarz-Christoffel
Em análise complexa, a Transformação de Schwarz–Christoffel é uma representação conforme do semiplano superior num polígono simples. As Transformações de Schwarz–Christoffel são usadas em teoria do potencial e algumas outras aplicações, incluindo superfícies mínimas e dinâmica de fluídos. Ela foi enunciada independentemente pelos matemáticos Elwin Bruno Christoffel e Hermann Amandus Schwarz.